# Nemirseta
Nemirseta (în germană Nimmersatt) este un district lituanian al stațiunii Palanga, situat pe coasta baltică la nord de Klaipėda. Locul, care constă în principal din două clădiri pustii, care și-au pierdut vechiul scop ca han și vamă, este notabil pentru că a marcat vreme de cinci secole punctul cel mai nordic al Prusiei (și anume punctul cel mai nordic al provinciei Prusia Răsăriteană) și vârful nord-estic al Imperiul German din 1871. Numele său în germană înseamnă literalmente "mâncăcios". 

## Istorie

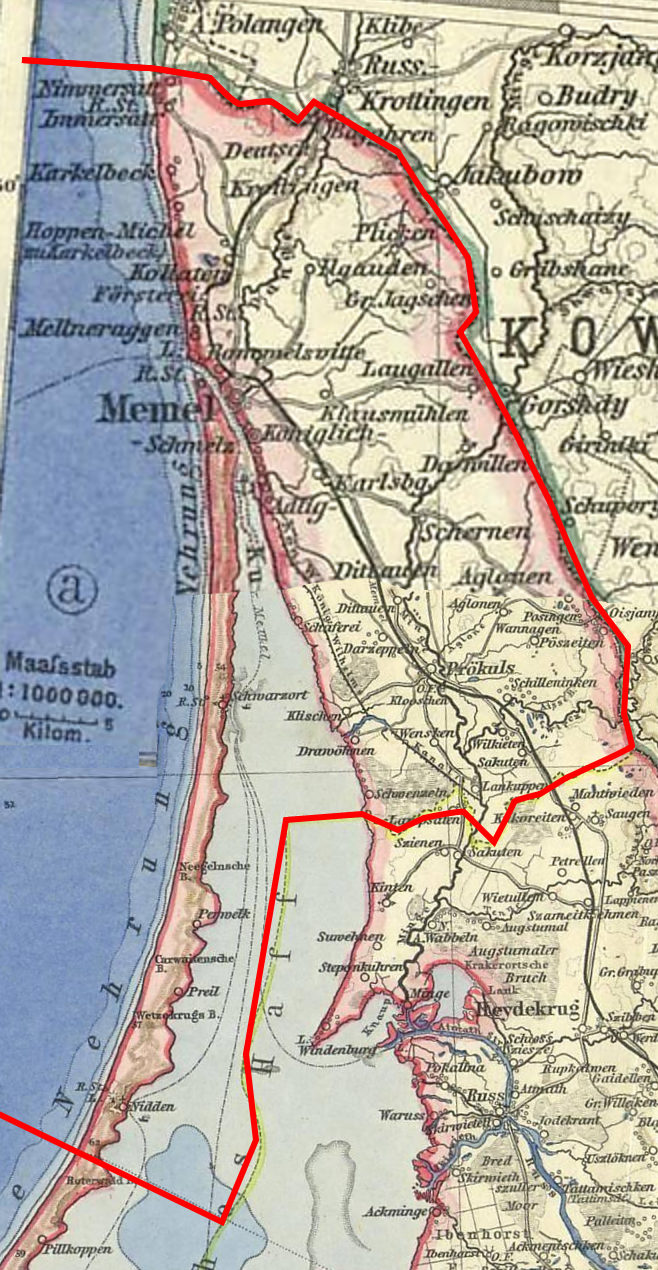
Estul Prusiei, districtul Memel, 1818-1920, cu Nimmersatt în vârful cel mai nordic

În timpul cruciadei prusace din jurul anului 1200, zona ocupată de păgânii baltici a fost cucerită de ordinele religioase militare germane, prima dată de ordinul catolic Fratres militiæ Christi Livoniae (Frații Livonieni ai Sabiei), iar după Bătălia de la Saule din 22 septembrie 1236 de către Ordinul Cavalerilor Teutoni. Apoi, la începutul secolului al XV-lea, Statul monastic al Cavalerilor Teutoni a intrat în conflict cu Marele Ducat al Lituaniei și cu Regatul Poloniei, țări care erau vecine, totul culminând cu războiul polono-lituaniano-teutonic. Tratatul de la Melno din 1422 a stabilit în cele din urmă granița statului monastic ca fiind regiunea Samogitia din Lituania. 
În timpul Reformei Protestante, statul teutonic s-a dizolvat în 1525, iar zona Nemirseta a devenit cel mai nordic avanpost al Ducatului Prusiei, din 1618 al regatului Brandenburg-Prusiei unit de Casa Luterană de Hohenzollern. Prin Tratatul de la Oliva din 1660, "Marele Elector" Frederick William de Brandenburg a reușit să îndepărteze suzeranitatea poloneză. Atunci când Regatul Prusiei condus de Casa Hohenzollern  a fuzionat în Imperiul German în 1871, Nimmersatt a devenit cel mai nordic punct al său, iar copii de la școală erau învățați versul Nimmersatt, wo das Reich sein Ende hat, care se traduce ca  "Nimmersatt, unde Imperiul se termină". În sat s-a aflat o vilă și un han (Kurhaus) care ofereau adăpost pentru călătorii din provinciile lituaniene ale Imperiului Rus. 
A fost parte a Prusiei Răsăriteanăt până după primul rãzboi mondial când, în 1920, Nemirseta a fost separată de Regiunea Klaipėda (Memelland) a Germaniei (Republica de la Weimar) conform tratatului de la Versailles. A fost pus sub administrarea Ligii Națiunilor și controlat de forțele franceze, până în 1923 când a avut loc Revolta de la Klaipėda, după care localitatea a fost anexată de Lituania. Pentru o perioadă scurtă de timp, Nemirseta a devenit din nou un punct de trecere al frontierei, apoi ministrul lituanian de externe Juozas Urbšys sub presiunea Germaniei naziste, în martie 1939, a semnat un acord, prin care Regiunea Klaipėda a fost realipită la statul german. Protocolul secret al Pactului Molotov-Ribbentrop a alocat satul sferei germane de influență. 
După cel de-al doilea război mondial, în conformitate cu Acordul de la Potsdam din 1945, regiunea a devenit din nou parte a Republicii Socialiste Sovietice Lituaniene, iar populația germană rămasă a fost expulzată. A fost apoi parte a unui mare poligon militar al armatei sovietice. A devenit o zonă restricționată și numai personalul militar și de securitate a folosit câteva clădiri și a construit altele noi. Locul care se numește Nemirseta și-a pierdut în cele din urmă funcția sa ca oraș de graniță german și majoritatea clădirilor au fost demolate. Zona a fost integrată în municipalitatea Palanga în 1975. Orașul Palanga, de care Nemirseta aparține astăzi, a aparținut înainte de 1918 Rusiei țariste. 
Odată cu aderarea Lituaniei la Uniunea Europeană în 2004, zona de vacanță a fost rapid extinsă cu ajutorul subvențiilor europene.